# ラタ
ラタ（Latah）とは驚愕反応によって引き起こされる、トランス状態に陥った患者が言語的・身体的な自動症を繰り返し演じる状態である。世界中で一定の文化環境内でしか見られないことから、一般に文化依存症候群とみなされている。

## 概要
名詞としてのラタは、その状態にある人物を指すこともあり、主に成人女性に見られる。ラタに陥った人物が示す重篤な反応は、驚きに対しての反応であり、自身の行動を制御できない、周囲の行為や発言を真似る、ときには与えられたいかなる指示にも服従する、などが含まれる。ラタの人がこうした病相のなかでとる行動は、一般に本人の責任とは考えられていない。
ラタという単語は中東起源であるが、東南アジアでも使用されている。また、似たような状態は他の文化や地域でも記録されている。たとえば、メイン州のフランス系カナダ人の製材業者（メーヌ跳躍フランス人病）、日本のアイヌ（イム）、シベリア（ピブロクト）などである。ただし、これらの症候群のあいだにつながりがあるのかについては議論がある。
ラタはウィリアム・S・バロウズの著書で繰り返し取り上げられている。